# La vida entera
La vida entera (En inglés: For a Lifetime) es una exitosa telenovela venezolana realizada y transmitida por la cadena Venevisión entre los años 2008 y 2009, y distribuida internacionalmente por Venevisión International. Fue una historia original escrita por Leonardo Padrón, producida por Consuelo Delgado y dirigida por Luis Alberto Lamata.
Es protagonizada por Anastasia Mazzone y Jorge Reyes, y con la participación antagónica de Marlene De Andrade, Gustavo Rodríguez, Adolfo Cubas y Paula Bevilacqua. Cuenta además con las actuaciones estelares de Beatriz Valdés, Carlos Mata y Carlos Montilla.  
Las grabaciones empezaron en septiembre de 2008. Se estrenó el 12 de noviembre de 2008 en el horario de las 22 h, y finalizó el 12 de mayo de 2009 a las 9 p. m.. Fue emitida por Venevisión Plus en 2009 y actualmente desde el 2016.
La telenovela fue retransmitida en los años 2016 y 2020.

## Sinopsis
La Vida Entera es una súper-producción dramática que se desarrolla en las instalaciones de la revista "Exquisita" donde se produce una diversidad de amores, intrigas, romances, etc.
Julieta Torres (Anastasia Mazzone) es una estudiante de comunicación social que se encuentra en la etapa final de su carrera universitaria y para graduarse debe realizar una tesis sobre algún periodista y decide hacerla sobre Salvador Duque.
Salvador Duque (Jorge Reyes) es un periodista, inteligente y apuesto, que siempre está pendiente de buscar la verdad, la mentira.
El tiempo que pasará Julieta con Salvador la irán enamorando y a él le pasará lo mismo, su amor será un imposible porque la vida le pondrá retos y obstáculos para su amor.

## Elenco
- Anastasia Mazzone - Julieta Torres "Kotufa"
- Jorge Reyes - Salvador Duque
- Carlos Montilla - Cristóbal Duque
- Marlene De Andrade - Eulalia "Laly" Falcón
- Beatriz Valdés - Olimpia Duque
- Carlos Mata - Facundo Montoya
- Gustavo Rodríguez - Napoleón Duque
- Crisol Carabal - Titina San Juan
- Carlos Cruz - Próspero Bermúdez
- Gledys Ibarra - Pasión Guerra
- Roque Valero - Miky Mata
- Marisa Román - Carlota "Tata" Duque
- Luis Gerónimo Abreu - Guillermo "Guille" Maduro
- Tania Sarabia - Primitiva Pérez
- Henry Soto - Segundo Duran
- Héctor Manrique - Licenciado Merchán
- Lourdes Valera - Rosa Coronel
- Beatriz Vázquez - Luz Mediante
- Daniela Bascopé - Natalia Montoya
- Paula Woyzechowsky - Perla
- Roberto Lamarca - Tamanaco Rangel
- Basilio Álvarez - Philip Adelso Centeno
- Andreina Yépez - Tesoro
- Adriana Romero - Lupe
- Mariaca Semprún - Mariví Bello
- Adolfo Cubas - Javier
- Alejandro Corona - Canelón
- Pedro Durán - Mancha
- Paula Bevilacqua - Vilma Trocónis
- Iván Romero - Severino
- Fernando Villate - Máximo Cuenca
- Yina Vélez - Clarita
- Anna Massimo
- Ligia Duarte
- Cristóbal Lander - Gustavo
- Daniela Maya - Lucía Durán
- Carlos Dagama - Daniel Torres
- César D' La Torre -  Juancito
- Miguel Moisés Gómez - Gil
- Miguel David Díaz - Piraña
- Malena González - Carolina
- Elba Escobar - Cordelia
- Rodolfo Drago - Padre de Miky
- Mariángel Ruiz - Valentina Mata
- Wilmer Machado - Yonder Guanchez
- Gioia Lombardini - Madre de Guillermo
- Luis Moro - Jefferson
- Luciano D'Alessandro - Reinaldo Gabaldón
- Sandro Nerilli - El mismo
- La Niña Gaby - Asistente del mago

## Temas Musicales
- Las Lágrimas Aprenden A Reír (Roque Valero).
- Amor Entre Tres (Olga Tañón).
- No Soy Nada (Roque Valero y Yordano).
- Lejos de Reconocer (Mariana Vega).
- Triángulo Lunar (Daniela Maya).
- Es Difícil Vivir Sin Ti (Andres Seger).

## Cronología
| Predecesor: ¿Vieja yo? | Telenovela Estelar de Venevisión 9pm 12 de noviembre de 2008 - 12 de mayo de 2009 | Sucesor: Los misterios del amor |